# Лесик Band
Лесик Band (Лесик Бенд) — український рок-гурт, заснований у 1990 році. Пісні гурту написані переважно на суржику. Гурт грав пісні найрізноманітніших жанрів (рок-н-рол, блюз, реґі тощо).

## Історія
Група «Лесик Band» зібралася у Львові в грудні 1990 року.
Засновник творчого колективу, музикант та композитор-пісняр: Олександр Дацюк, в народі «Лесик». Народився 11 червня 1963 року у Львові. Закінчив училище культури по класу диригент хору. За часів СРСР працював у будинках культури, в різних вокально-інструментальних колективах (лідер-вокал, гітара). Один з учасників Львівського рок-клубу. Творчий шлях композитора тісно переплітався з відомими професійними музикантами Галичини: Олександром Гамбургом («Брати Гадюкіни»), Сергієм «Кузя» Кузьмінським («Брати Гадюкіни»), Миколою Єфремовим («Сталкер», «Перше причастя»), Сергієм «Zeppelin» Лисенком, Валерієм Кулічкіном, Юрієм Перетятком, Євгеном Тарнавським, Ярославом Бідніком, Миколою Гавриловим («Каскад», «Рекрут») та іншими. Як наслідок, були створені нетрадиційні для свого часу, але популярні рок-колективи: «Онуки Львова», «Стежки», «КООП-2», «Робочий день», «Роком Круш».
За роки творчої діяльності Лесик Дацюк написав багато як ліричних пісень, так і батярсько-побутових, а фундаментом музичного супроводу обрав мелодійний рок-н-рол укупі з галицьким орнаментом. Не дивно, що ці пісні мали шалену популярність як в Україні, так за її межами, особливо в еміграційних колах слов'янських народів. Особливістю стилю було те, що в тексти пісень Лесик «замісив» легкий суржик, де чутні польські, російські, англійські словосполучення, а за основу взяв рідний, західно-український діалект. Саме від «Лесик-Band», трохи пізніше «Брати Гадюкіни» підхопили цю своєрідну суржикову манеру, і стали виконувати її в реггівському, «кокерівському» стилі. Слухач, мабуть, вперше почув пісні про себе, про своє середовище, де в сатиричній формі висвітлювалися табуйовані теми — як то сексуальної революції, а також пияцтва, хамства, скупості, і т. д.
Влітку 1991 року на запрошення Української діаспори республіки Польща, «Лесик-Band» гастролює в багатьох містах країни. Там групу запрошують з концертною програмою до Німеччини. Так, з початковим гастрольним графіком в три тижні, колектив повертається в Україну тільки через два місяці. Надалі при дружній, активній співпраці з Центром української культури в Польщі, «Лесик-Band» гастролює по країні. По приїзду Лесик, зі своїми піснями є постійним учасником Львівської телевізійної музично-інформаційної програми «Кнайпа з Високого замку». Неодноразово є бажаним гостем Львівського обласного радіо. У грудні 1991 року, на студії відомого львівського композитора і скрипаля Олега Кульчицького, був записаний перший альбом групи «Кошмарний сон», слідом за ним, в березні 1992 року на матеріалі 1980-х років, другий альбом «Інструкція». До складу групи тоді входили: Юрій Фомін, Олександр Гамбург, Роман Лушовій, Лесик Дацюк та бек-вокал: Галина Брунець, Олена Машагіна, Юлія Донченко (екс-«Гавайські Гітари», Maxima). Багато пісень з перших альбомів стали дійсно «народними» хітами: «кошмарний сон» (Співали Ящур), «Цигейкова шуба», «Журавлина получка», «Весна застою», «Рекет», «Шарп», «Ах, Андрюша». Пісні звучали на всіх провідних FM-радіостанціях.
У 1992 році групу запрошує до співпраці Львівський театр-студія «Фестиваль», в якому «Лесик-Band» разом з відомими виконавцями української естради: Гаріком Кричевським, гуртом «Мандри», Русею, гастролюють західним регіоном країни. Згодом разом з гуртами: «ВВ», «Брати Гадюкіни», «Плач Єремії», «Кому вниз», «Бригада С», «Агата Крісті», беруть участь у благодійній акції «Музиканти проти наркоманії та алкоголізму». У листопаді 1992 року до складу групи вливаються високопрофесійні музиканти з багатим творчим досвідом: Олександр «Хвіст» Хвостов і Ігор «Марціфал» Лесько. Цим «золотим складом» у Львові, та у всій Україні, «Лесик Band» завойовує масу шанувальників. Виходять альбоми «Мудрий вуйцьо» (1992) і «П'юре» (1993). Популярність пісень: «горбатий», «Джулія», «Забава», «Колискова» (перша в хіт-параді української служби радіо в Парижі), «Бразілія», «Віпій за старого», «Кривава блюз», «Раннє село» - дивувала навіть самих музикантів.
У 1994—1995 роках «Лесик-Band» є дипломантом фестивалю популярної музики «Мелодія». На студії хорової капели «Трембіта» записує альбом «Цирк на дроті» (1995). Пісні з цього альбому є наглядним посібником з української рок-культурі «Цирк на дроті», «За долярів», «Маленький хлопчик», «Добра мадонна», а пісню «Гуляли» багато музикантів назвали «піснею всіх часів і народів».
У 1996 році Національна аудіокомпанія (НАК) випускає у світ CD альбоми: «Добра мадонна» і «Цирк на дроті». Цього ж року, «Лесик-Band» першими відкривають рубрику молодіжної телепрограми «Дека», де відображається чисто акустичний акомпонемент репертуару. В кінці року, Лесик оновлює склад групи, приєдналися: Вадим «Баку» Балаян («Перше причастя», «Мертвий Півень», «Exotic Jazz»), Ігор Хомин («Рімейк»), Андрій Войтюк, Андрій «Leman» Лемешкін.
У грудні 2000 року відбувся концерт у Львівському драматичному театрі імені Марії Заньковецької на честь десятої річниці творчості Олександра «Лесик» Дацюка.
Знаковим для «Лесик-Band» став 2002 рік, вийшов у світ довгоочікуваний новий альбом «Дев'ять бабиних пріколів», а також до десятої річниці творчості групи в подарунок шанувальникам, трилогія: «Колі Гості в хаті», «Rock & Roll зі салом», «Блюз для фраєрів», куди увійшли найкращі пісні зі всіх альбомів групи за період 1990—2001 років.
Останні п'ять років «Лесик-Band», як колектив, працює більше за запрошеннями організаторів шоу-програм, фестивалів. Бере участь у концертах, присвячених подіям — День незалежності, День міста, День молоді, і т. д. Часто група виступає з творчими зустрічами у стильних клубах і молодіжних організаціях. В даний час Лесик Дацюк працює над новими творчими проектами. Багато працює на студії, пише пісні для дитячих естрадних колективів, для молодих виконавців і не забуває про поповнення власної пісенної колекції, готується до виходу нового альбому «Тетянин День».

## Учасники гурту
- Олександр Дацюк† — спів, гітара
- Андрій Даніс — клавішні
- Вадим Балаян — ударні
- Олександр Хвостов — клавішні
- Ігор (Марцефал) Лесько†[1]

 — ударні
- Ігор (Ковбаса) Мельничук — бас
- Славік Василенко — ударні
- Ігор Хомин — бас
- Андрій Войтюк — ударні

## Дискографія
- 1991 — Кошмарний Сон
- 1992 — Інструкція
- 1992 — Мудрий Вуйцьо
- 1993 — Пюре
- 1995 — Цирк на Дроті
- 1996 — Добра Мадонна
- 2002 — Дев'ять Бабиних Приколів

## Трилогія
- 2002 — Коли Гості в Хаті
- 2002 — Rock'n'Roll зі Салом
- 2002 — Блюз для Фраєрів